# Споменица за право, част и слободу Црне Горе
Споменица за право, част и слободу Црне Горе (позната и као Зеленашка споменица) је било одликовање које је додељивао Министарски савјет Краљевине Црне Горе у емиграцији од 1919. до 1921. године, официрима и комитама који су учествовали у Божићној побуни против уједињења Црне Горе са Краљевином Србијом.

## Историјат

### Претходни догађаји
Пошто је савезничка победа у Првом светском рату, отворила могућност решавања српског националног питања и стварања јединствене српске државе, појавиле су се две политичке групације са различитим погледима на уједињење Црне Горе и Краљевине Србије.
Велика народна скупштина Српског народа у Црној Гори, познатија као Подгоричка скупштина, донела је 13/26. новембра 1918. године одлуку о безусловном уједињењу са Краљевином Србијом и збацивању краља Николе I Петровића са престола.
Противници безусловног уједињења и присталице краља Николе I који је био у емиграцији, уз помоћ италијанске војске која се искрцала на јадранској обали у намери да према одредбама Лондонског уговора окупира Далмацију, организовали су Божићну побуну, 21. децембра 1918, односно 3. јануара 1919. године. Побуна је угушена за свега неколико дана, али је у следеће две године деловало око 1.700 комита. Мање комитске групе наставиле су да пружају спорадичан отпор све до 1924. године, а последњи побуњеници су погубљени 1929. године.

### Установљење споменице
Споменицу је 1919. године установио Министарски савјет Краљевине Црне Горе у емиграцији под председништвом Јована Пламенца. Додељивала се учесницима Божићне побуне и комитама које су наставиле борбу након њеног гушења. Пламенац је 8/21. фебруара 1920. године у емигрантском издању Гласа Црногорца, некадашњих службених новина Краљевине Црне Горе, писао против „београдске владе”:
Није њој до Скадра, нити до крвљу стечених права, већ је њој до тога да, за рачун Карађорђевића, завојује ону српску Црну Гору, која је вјековним војничким прегнућем Српство родила— Јован Симонов Пламенац, Глас Црногорца, бр. 82, друга страна (8/21. фебруар 1920)
Процењује се да је израђено 2.000 споменица.
Њено ношење у Краљевини Срба, Хрвата и Словенаца је било забрањено.

### Укидање
Након смрти краља Николе I, 2. марта 1921. године, споменица се више није додељивала. Дошло је до сукоба унутар црногорске емиграције, где је један део као легитимног наследника подржао краљицу Милену, удовицу краља Николе I, док је други део на челу са Пламенцем то одбио. Јован Пламенац је касније постигао договор са властима у Краљевини СХС и вратио се да у њој живи, а постао је и члан Народне радикалне странке.

## Изглед
Споменица је додељивана у једном степену, а позната су да решења, која садрже мале разлике.
Споменица се састоји од два укрштена златна мача обавијена ловоровим венцем, унутар којег се налази златни двоглави орао. На ловоровом венцу се налази 11 или 14 српских тробојки, односно државних застава Краљевине Црне Горе.
На реверерсу споменице изнад двоглавог орла је исписано "21.XII 1918.", односно датум избијања Божићне побуде по јулијанском календару. На аверсу споменице се налази мото: "За право, част и слободу Црне Горе".
Лента је зелене боје, према боји пропагандног летка који је штампан од присталица краља Николе I Петровића уочи избора за Велику народну скупштину Српског народа у Црној Гори. Читав политички покрет који се тада противио безусловној уједињењу са Краљевином Србијом, не оспоравајући српски идентитет Црногораца, већ се залагао за југословенску конфедерацију или обнову црногорске државности, назван је Зеленашки покрет.

## Утицај
Иако се двоглави бели орао налазио на црногорском државном грбу и грбу династије Петровић Његош, у златној варијанти се појавио на Ордену Петровић Његоша из 1896. године и Споменици за право, слободу и част Црне Горе из 1919. године.
Као такав, послужио је за конструкцију новог државног грба Црне Горе који је усвојен 13. јула 2004. године, на Дан устанка народа Црне Горе, односно годишњицу Тринаестојулског устанка. Истог дана, тробојка Краљевине Црне Горе је замењена новом црвеном заставом као државном заставом Црне Горе.
Ова симболика је посебно интересантна, будући да се Крсто Поповић, вођа Божићне побуне, током Другог светског рата налазио на страни италијанских окупационих снага и борио се против иницијатора Тринаестојулског устанка, који је избио против одлука Петровданског сабора и стварања квислиншке Независне Државе Црне Горе.